# Koldioxidbudget

Diagrammet visar i vilken takt de globala CO_{2}-utsläppen måste minska efter 2024 för att begränsa den globala temperaturökningen till 1,5, 1,7 eller 2,0 grader Celsius utan att förlita sig på negativa nettoutsläpp.

En koldioxidbudget är "den maximala ackumulerade nettomängden av globala antropogena koldioxidutsläpp (CO₂) som skulle leda till att den globala uppvärmningen begränsas till en given nivå med en given sannolikhet, med hänsyn tagen till effekter av andra antropogena klimatpåverkande krafter". När den uttrycks i förhållande till den förindustriella perioden hänvisas den till som den totala koldioxidbudgeten, och när den uttrycks från ett nyligen specificerat datum hänvisas den till som den återstående koldioxidbudgeten.
En koldioxidbudget som är förenlig med att hålla uppvärmningen under en specificerad gräns kallas också en utsläppsbudget, en utsläppskvot eller tillåtna utsläpp. En utsläppsbudget kan också förknippas med mål för andra relaterade klimatvariabler, såsom havsnivåhöjning.
Totala eller återstående koldioxidbudgetar beräknas genom att kombinera uppskattningar av olika bidragande faktorer, inklusive vetenskapliga bevis och uppskattningar.
Globala koldioxidbudgetar kan delas upp i nationella utsläppsbudgetar, så att länder kan sätta upp specifika klimatomställningsmål. Utsläppsbudgetar är relevanta för att mildra klimatförändringarna eftersom de indikerar en ändlig mängd koldioxid som kan släppas ut över tid innan de resulterar i farliga nivåer av global uppvärmning. Förändringar i den globala temperaturen är oberoende av det geografiska läget för dessa utsläpp och är i stort sett oberoende av tidpunkten för dessa utsläpp.
Att översätta en global återstående koldioxidbudget i linje med ett specifikt klimatmål till nationella koldioxidbudgetar innebär ett övervägande av aspekter av rättvisa mellan länder såväl som andra metodologival.

## Uppskattningar av koldioxidbudget
Upptäckten av ett nästan linjärt samband mellan global temperaturökning och kumulativa koldioxidutsläpp  har uppmuntrat användningen av uppskattade globala utsläppsbudgetar för att hålla oss under farliga uppvärmningsnivåer. Sedan den förindustriella perioden fram till 2019 har cirka 2390 gigaton CO₂  (Gt CO₂) redan släppts ut globalt.
Vetenskapliga uppskattningar av de återstående globala utsläppsbudgetarna skiljer sig åt på grund av olika metodologiska tillvägagångssätt och hänsyn till olika tröskelvärden. Vissa uppskattningar inkluderar inte alla förstärkande klimatförändringsåterkopplingar, även om de mest auktoritativa koldioxidutvärderingarna av IPCC explicit tar hänsyn till dessa. IPCC bedömer storleken på återstående kolbudgetar med hjälp av uppskattningar av tidigare uppvärmning orsakad av mänskliga aktiviteter, mängden uppvärmning per kumulativ enhet av koldioxidutsläpp (även känd som Transient Climate Response to cumulative Emissions of carbon dioxide, eller TCRE), mängden uppvärmning som fortfarande kan inträffa när alla utsläpp av koldioxid har stoppats (känd som nollutsläppsåtagandet), och effekterna av jordsystemsåterkopplingar som annars inte skulle täckas; och variera beroende på det globala temperaturmålet som väljs, sannolikheten att hålla sig under det målet och utsläppen av andra växthusgaser som inte är koldioxid. Detta tillvägagångssätt tillämpades först i 2018 års särskilda rapport om global uppvärmning av 1,5°C av IPCC, och användes också i dess 2021 års arbetsgrupp I bidrag till den sjätte utvärderingsrapporten.
Uppskattningar av koldioxidbudgeten beror på sannolikheten för att undvika en temperaturgräns, och den antagna uppvärmningen som beräknas orsakas av icke-koldioxid-utsläpp. Värdena för uppskattningarna av koldioxidbudgeten i följande tabell är hämtade från den senaste bedömningen av den fysikaliska vetenskapliga grunden för klimatförändringar av arbetsgrupp I:s bidrag till IPCC:s sjätte utvärderingsrapport. Dessa uppskattningar förutsätter att utsläpp som inte är koldioxid också minskar i linje med scenarier för stora koldioxidutsläppsminskningar som når globalt noll koldioxidutsläpp. Uppskattningar av koldioxidbudgeten beror alltså på hur framgångsrikt samhället är i att minska utsläppen  koldioxid tillsammans med icke-koldioxidutsläpp. IPCC:s sjätte utvärderingsrapport uppskattade att återstående koldioxidbudgetar kan vara 220 Gt CO₂ högre eller lägre beroende på hur framgångsrika icke-koldioxidutsläppminskningar är.
| Mål för genomsnittlig global temperaturökning | Sannolikhet att hålla oss under målet | Koldioxidbudget i Gt CO₂ | Datumintervall   | Källa                             | Plats i källan | Potentiell variation beroende på nivån på icke- koldioxidutsläpp                                                                               |
| --------------------------------------------- | ------------------------------------- | ------------------------ | ---------------- | --------------------------------- | -------------- | --- |
| 2 °C                                          | 83 %                                  | 900                      | 2020- netto noll | IPCC:s sjätte utvärderingsrapport | Tabell 5.8     | Uppskattningar av koldioxidbudgeten kan vara 220 Gt CO₂ högre eller lägre beroende på hur framgångsrika icke-koldioxidutsläpps-minskningar är. |
| 1.5 °C                                        | 83 %                                  | 300                      | 2020- netto noll | IPCC:s sjätte utvärderingsrapport | Tabell 5.8     | Uppskattningar av koldioxidbudgeten kan vara 220 Gt CO₂ högre eller lägre beroende på hur framgångsrika icke-koldioxidutsläpps-minskningar är. |
| 2 °C                                          | 67 %                                  | 1150                     | 2020- netto noll | IPCC:s sjätte utvärderingsrapport | Tabell 5.8     | Uppskattningar av koldioxidbudgeten kan vara 220 Gt CO₂ högre eller lägre beroende på hur framgångsrika icke-koldioxidutsläpps-minskningar är. |
| 1.5 °C                                        | 67 %                                  | 400                      | 2020- netto noll | IPCC:s sjätte utvärderingsrapport | Tabell 5.8     | Uppskattningar av koldioxidbudgeten kan vara 220 Gt CO₂ högre eller lägre beroende på hur framgångsrika icke-koldioxidutsläpps-minskningar är. |
| 2 °C                                          | 50 %                                  | 1350                     | 2020- netto noll | IPCC:s sjätte utvärderingsrapport | Tabell 5.8     | Uppskattningar av koldioxidbudgeten kan vara 220 Gt CO₂ högre eller lägre beroende på hur framgångsrika icke-koldioxidutsläpps-minskningar är. |
| 1.5 °C                                        | 50 %                                  | 500                      | 2020- netto noll | IPCC:s sjätte utvärderingsrapport | Tabell 5.8     | Uppskattningar av koldioxidbudgeten kan vara 220 Gt CO₂ högre eller lägre beroende på hur framgångsrika icke-koldioxidutsläpps-minskningar är. |

## Nationella utsläppsbudgetar
Koldioxidbudgetar är relevanta på global nivå. För att översätta dessa globala koldioxidbudgetar till landsnivå måste en uppsättning värdebedömningar göras om hur den totala och återstående koldioxidbudgeten ska fördelas. I ljuset av de många skillnaderna mellan nationer, inklusive men inte begränsat till befolkning, industrialiseringsnivå, nationella utsläppshistorik och anpassningsförmåga, har forskare gjort försök att fördela globala koldioxidbudgetar mellan länder med metoder som följer olika principer för rättvisa. Att fördela nationella utsläppsbudgetar är jämförbart med att dela ansträngningarna för att minska de globala utsläppen, vilket understryks av vissa antaganden om klimatförändringarnas ansvar på statsnivå. Många forskare har genomfört kvantitativa analyser som fördelar utsläppsbudgetar, som ofta samtidigt tar itu med skillnader i historiska växthusgasutsläpp mellan nationer.
En vägledande princip som används för att fördela globala utsläppsbudgetar till nationer är principen om " gemensamt men differentierat ansvar och respektive kapacitet" som ingår i FN:s ramkonvention om klimatförändringar (UNFCCC). Denna princip definieras inte mer i detalj i UNFCCC men är allmänt uppfattad som att erkänna nationers olika kumulativa historiska bidrag till globala utsläpp såväl som deras olika utvecklingsstadier. Ur detta perspektiv är det de länder som har större utsläpp under en viss tidsperiod (till exempel sedan den förindustriella eran fram till idag) som är de mest ansvariga för att ta itu med överskottsutsläpp, liksom länder som är rikare. Deras nationella utsläppsbudgetar måste alltså vara mindre än de från länder som tidigare har förorenat mindre eller är fattigare. Begreppet nationellt historiskt ansvar för klimatförändringar har funnits i litteraturen sedan början av 1990-talet och har varit en del av de viktigaste internationella avtalen om klimatförändringar (UNFCCC, Kyotoprotokollet och Parisavtalet ). Följaktligen har de länder med de högsta kumulativa historiska utsläppen det största ansvaret att vidta de kraftfullaste åtgärderna och hjälpa utvecklingsländerna att minska sina utsläpp och anpassa sig till klimatförändringarna. Denna princip erkänns i internationella fördrag och har varit en del av utvecklingsländernas diplomatiska strategier, som hävdar att de behöver större utsläppsbudgetar för att minska ojämlikhet och uppnå hållbar utveckling.
En annan vanlig princip om rättvisa för beräkning av nationella utsläppsbudgetar är den "jämlika" principen. Denna princip fastställer att individer ska ha lika rättigheter, och därför bör utsläppsbudgetar fördelas proportionellt efter statens befolkning. Vissa forskare har därför resonerat om användningen av nationella utsläpp per capita i beräkningar av nationella utsläppsbudgetar. Denna princip kan gynnas av nationer med större eller snabbt växande befolkning, men väcker frågan om individer kan ha rätt att förorena.
En tredje princip om rättvisa som har använts i nationella budgetberäkningar tar hänsyn till nationell suveränitet. Principen om "suveränitet" lyfter fram nationernas lika rätt att förorena. En metod för att beräkna nationella utsläppsbudgetar som använder denna princip fördelar dessa budgetar proportionellt efter utsläpp vid ett visst basår, och har använts under internationella regimer som Kyotoprotokollet och den tidiga fasen av Europeiska unionens system för handel med utsläppsrätter (EU ETS) Denna princip föredras ofta av utvecklade länder, eftersom den tilldelar dem större utsläppsbudgetar. Emellertid framhåller nyligen publicerade publikationer att denna metod inte kan räknas som en rättvis princip eftersom det "skapar 'kaskadeffekter' mot fattigare stater, är det inte en 'rättvis standard'". Andra forskare har framhållit att "att behandla stater som ägare av utsläppsrätter har moraliskt problematiska konsekvenser".